# Nuncjusze apostolscy w Gruzji
Nuncjusze apostolscy w Gruzji – nuncjusze apostolscy w Gruzji są reprezentantami Stolicy Apostolskiej przy rządzie Gruzji. Nuncjatura apostolska mieści się w Tbilisi przy ulicy Djgenti 40. Nuncjusze w Gruzji są zazwyczaj akredytowani również w innych krajach Kaukazu Południowego – obecnie w Azerbejdżanie i Armenii.

## Nuncjusze apostolscy w Gruzji
| lp. | lata      | nuncjusz                 | kraj pochodzenia |
| --- | --------- | ------------------------ | ---------------- |
| 1   | 1993–1997 | Jean-Paul Gobel          | Francja          |
| 2   | 1998–2001 | Peter Zurbriggen         | Szwajcaria       |
| 3   | 2001–2011 | Claudio Gugerotti        | Włochy           |
| 4   | 2011–2017 | Marek Solczyński         | Polska           |
| 5   | 2018–2023 | José Avelino Bettencourt | Portugalia       |
| 6   | od 2024   | Ante Jozić               | Chorwacja        |

## Źródła zewnętrzne
- Krótka nota na Catholic-Hierarchy (ang.)